# جورج بلیک
جورج بلیک (به انگلیسی: George Blake) (زاده ۱۱ نوامبر ۱۹۲۲ در روتردام – درگذشته ۲۶ دسامبر ۲۰۲۰ در مسکو) جاسوس بریتانیایی بود که به عنوان جاسوس دوجانبه برای اتحاد جماهیر شوروی سوسیالیستی کار می‌کرد. او در زمانی که در دوران جنگ کره زندانی بود کمونیست شد و تصمیم گرفت برای کاگ‌ب کار کند. وی در سال ۱۹۶۱ لو رفت و به ۴۲ سال زندان محکوم شد. در سال ۱۹۶۶ از زندان «ورموود اسکرابز» در غرب لندن فرار کرد و به اتحاد جماهیر شوروی رفت. او عضو جاسوسان گروه پنج کمبریج نبود اگرچه پس از رسیدن به اتحاد جماهیر شوروی با دونالد مک لین و کیم فیلبی ارتباط برقرار کرد.

## اوایل زندگی

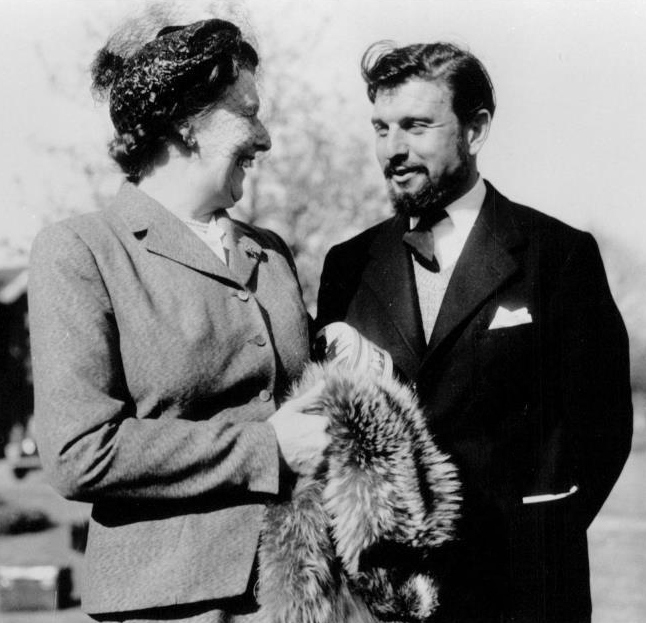
بلیک با مادرش هنگام بازگشت به انگلستان در سال ۱۹۵۳

بلیک، با نام خانوادگی بِهار، در سال ۱۹۲۲ در روتردام هلند زاده شد، او پسر یک مادر پروتستان هلندی، و یک پدر یهودی سفاردی اهل اسپانیا بود که بعدها تبعه انگلستان شد. وی پس از پادشاه جرج پنجم پادشاهی انگلستان، جورج نامگذاری شد. پدرش، آلبرت بهار، در جنگ جهانی اول در نیروی زمینی بریتانیا خدمت می‌کرد. هنگامیکه که آلبرت مدال خدمات شایسته را دریافت کرد در بازگو کردن آن برای همسر و فرزندانش، اغراق می‌کرد. او همچنین پیشینه یهودی بودن خود را تا زمان مرگ پنهان می‌کرد. بهارها تا زمان مرگ آلبرت در ۱۹۳۶ در هلند زندگی راحتی داشتند. بهار سیزده‌ساله برای زندگی با عمهٔ ثروتمندش به مصر فرستاده شد. او در آنجا تحصیلات خود را در مدرسه بریتانیایی در قاهره ادامه داد. سپس برای یادگیری زبان روسی به کالج داونینگ کمبریج رفت.
زمانی که در قاهره بود به پسر عموی خود هنری کوریل نزدیک بود که بعداً رهبر جنبش دموکراتیک کمونیست برای آزادی ملی در مصر شد. در سال ۱۹۹۱ بلیک گفت که برخورد او با کوریل، که ده سال بزرگتر و مارکسیست بود دیدگاه‌های او در زندگی آینده‌اش را شکل داد.
هنگامی که جنگ جهانی دوم آغاز شد بهار به هلند بازگشت. در سال ۱۹۴۰ آلمان نازی به هلند حمله کرد و به سرعت ارتش آن را شکست داد. بهار دستگیر شد اما چندی بعد آزاد شد زیرا تنها ۱۷ سال داشت. وی به عنوان پیک به مقاومت هلند پیوست. در سال ۱۹۴۲ از هلند فرار کرد و از طریق بلژیک، فرانسه، اسپانیا و جبل‌الطارق به بریتانیا سفر کرد و در ژانویه ۱۹۴۳ به لندن رسید. در آنجا او به مادر و خواهرانش که در آغاز جنگ فرار کرده بودند پیوست. در سال ۱۹۴۳ مادرش تصمیم گرفت نام خانوادگی را از بهار به بلیک تغییر دهد.

## جاسوسی

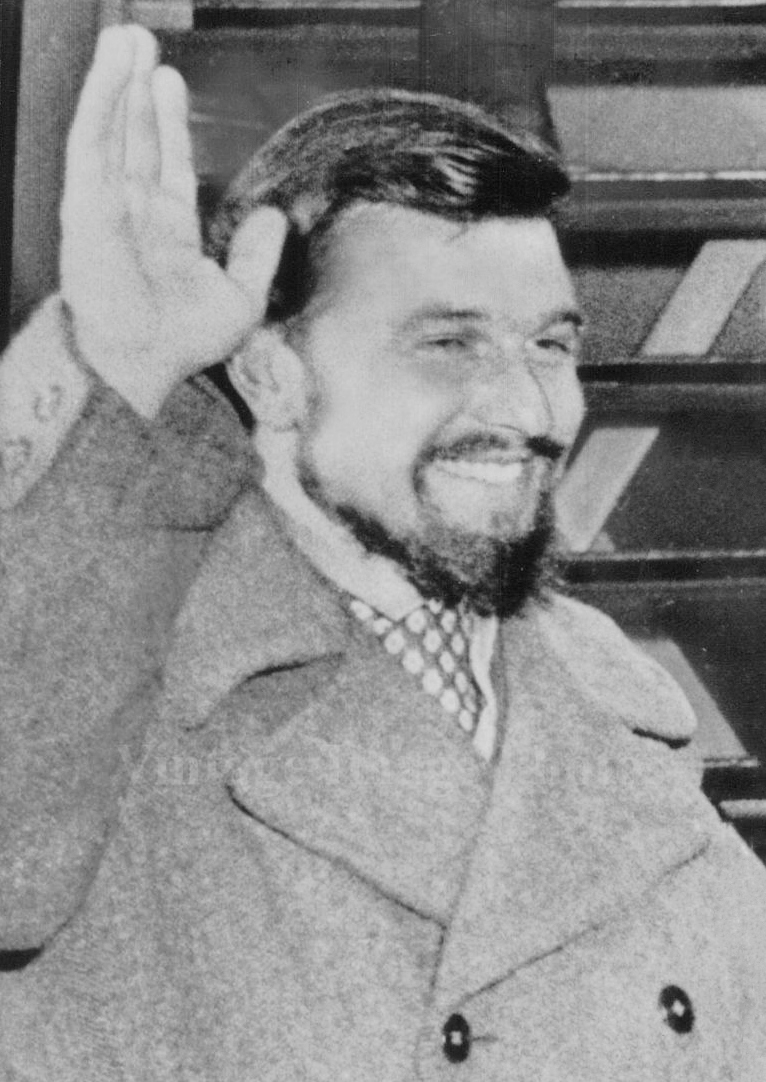
عکس از خبرگزاری‌ها: حکم جورج بلیک، دیپلمات، جاسوس، زندان روسیه

پس از رسیدن به بریتانیا، بلیک پیش از استخدام توسط سرویس اطلاعات مخفی (MI6) در سال ۱۹۴۴ با درجه ستوان یکم به نیروی دریایی پادشاهی بریتانیا پیوست. بقیه زمان جنگ، بلیک در بخش هلندی استخدام شد. او قصد داشت با آیریس پیک، منشی MI6 ازدواج کند. اما خانواده وی به دلیل پیشینه یهودی بلیک مانع ازدواج شدند و رابطه پایان یافت. در سال ۱۹۴۶ به هامبورگ اعزام شد و مسئولیت بازجویی از کاپیتان‌های زیردریایی‌ها آلمانی یو-بوت را بر عهده گرفت. در سال ۱۹۴۷ نیروی دریایی، بلیک را برای یادگیری زبان‌های خارجی، از جمله روسی، به کالج داونینگ، کمبریج فرستاد. جایی که دوستان دیگرش مانند مایکل مک گایر تحلیلگر آینده سیاست خارجی بودند. وی پس از آن در لژیون بریتانیا در سئول، کره جنوبی، تحت فرماندهی ویویان هولت در ۶ نوامبر ۱۹۴۸ فرستاده شد. با پوشش معاون کنسول، مأموریت بلیک گردآوری اطلاعات دربارهٔ کره شمالی، چین، و شرق دور شوروی بود.
جنگ کره در ۲۵ ژوئن ۱۹۵۰ آغاز شد و سئول به سرعت توسط ارتش خلق کره در حال پیشروی به شمال اشغال شد. پس از ورود بریتانیا به جنگ در جنوب، بلیک و دیگر دیپلمات‌های بریتانیایی به اسارت درآمدند. با چرخش جریان جنگ، بلیک و دیگران را ابتدا به پیونگ یانگ و سپس به رودخانه یالو در شمال بردند. وی پس از دیدن بمباران کره شمالی و خواندن آثار کارل مارکس و دیگران در مدت سه سال بازداشت، کمونیست شد.

در یک جلسه پنهانی که با نگهبانانش ترتیب داده شد او داوطلب شد برای سرویس جاسوسی اتحاد جماهیر شوروی، کاگ‌ب کار کند. در مصاحبه ای یک بار از بلیک پرسیدند: «آیا اتفاقی رخ داده‌است که ذهنیت شما را به شدت تغییر دهد؟» بلیک پاسخ داد:
«بمباران بی‌امان روستاهای کوچک کره توسط قلعه‌های عظیم پرنده آمریکایی بود. زنان و کودکان و افراد مسن، به دلیل آن که مردان جوانشان در ارتش بودند زیر بمباران بودند. ممکن است خود ما نیز قربانی شده باشیم. احساس شرمندگی نسبت به تعلق داشتن به کشورهای قدرتمند و برتر از نظر فنی که علیه کسانی که به نظر من مردم بی‌دفاع بودند می‌جنگیدند. احساس کردم که در طرف اشتباه قرار دارم… که اگر کمونیسم پیروز شود برای بشریت بهتر خواهد بود و جنگ خاتمه خواهد یافت.»
پس از آزادی در سال ۱۹۵۳ بلیک به عنوان قهرمان به بریتانیا بازگشت و در فرودگاه نیروی هوایی سلطنتی ابینگدون فرود آمد. در اکتبر ۱۹۵۴ او با جیلیان آلان، منشی MI6 در کلیسای سنت مارک (خیابان آدلی شمالی) در لندن ازدواج کرد. در سال ۱۹۵۵ وی توسط MI6 برای کار به عنوان مأمور بررسی پرونده‌ها در برلین اعزام شد. جایی که وظیفه او استخدام افسران شوروی به عنوان جاسوس دوجانبه بود. اما وی همچنین مرتبطان کاگ‌ب خود را از جزئیات عملیات بریتانیا و آمریکا از جمله عملیات طلا، که در آن از تونلی به برلین شرقی برای ضربه زدن به خطوط تلفنی مورد استفاده ارتش شوروی استفاده می‌شد آگاه کرد. تصرف تونل توسط روسیه تا یک سال بعد به عنوان وسیله‌ای برای محافظت از بلیک اتفاق نیفتاد. تا زمان کشف خیانت بلیک، چند سال بعد، عملیات طلا به عنوان یک موفقیت چشمگیر مورد استقبال قرار گرفت.
در طی نه سال، گفته می‌شود که بلیک به لو دادن جزئیات نزدیک به چهل مأمور MI6 به کاگ‌ب خیانت کرده و بیشتر عملیات MI6 در اروپای شرقی را از بین برده‌است هرچند که این موضوع ثابت نشده‌است. بعدها بلیک در این باره گفت: «نمی‌دانم چه چیزی را تحویل دادم چون اطلاعات زیادی داشتم». در سال ۱۹۵۹ بلیک از وجود یک جاسوس سیا در سازمان اطلاعات شوروی بانام پوپوف اطلاع یافت و او را لود داد. پوپوف وی در سال ۱۹۶۰ اعدام شد.

## کشف و محکومیت
در سال ۱۹۶۱ با اطلاعات مایکل گولینوسکی جاسوس لهستانی، بلیک در سوءظن قرار گرفت. وی پس از احضار از لبنان، جایی که در مرکز مطالعات عربی خاورمیانه (MECAS) ثبت نام کرده بود وارد لندن و دستگیر شد. سه روز پس از بازجویی، بلیک انکار کرد که توسط کره شمالی شکنجه شده یا باج‌خواهی شده‌است. بدون اینکه فکر کند چه می‌گوید اظهار داشت که داوطلبانه اطلاعات را جابه‌جا می‌کرده‌است. وی سپس به بازجویان MI6 خود کامل اعتراف کرد.
بر پایه مصوبه مجلس در سال ۱۹۱۱ بیشترین مجازات جاسوس، برابر ۱۴ سال است. اما کارهای بلیک به چندین دوره تقسیم شد و برای هر دوره ۱۴ سال و در مجموع به ۴۲ سال زندان محکوم شد. این گونه به روزنامه‌ها گزارش شد که نشان دهنده یک سال برای هر یک از مأمورانی است که هنگام خیانت به آنها کشته شده‌اند گرچه این موضوع جای تردید دارد. این طولانی‌ترین حکم (به استثنای حبس ابد) بود که تا پیش از نزار هنداوی (به جرم تلاش برای بمب‌گذاری در یک جت ال آل به ۴۵ سال زندان محکوم شد) صادر کرده بود.

## فرار از زندان

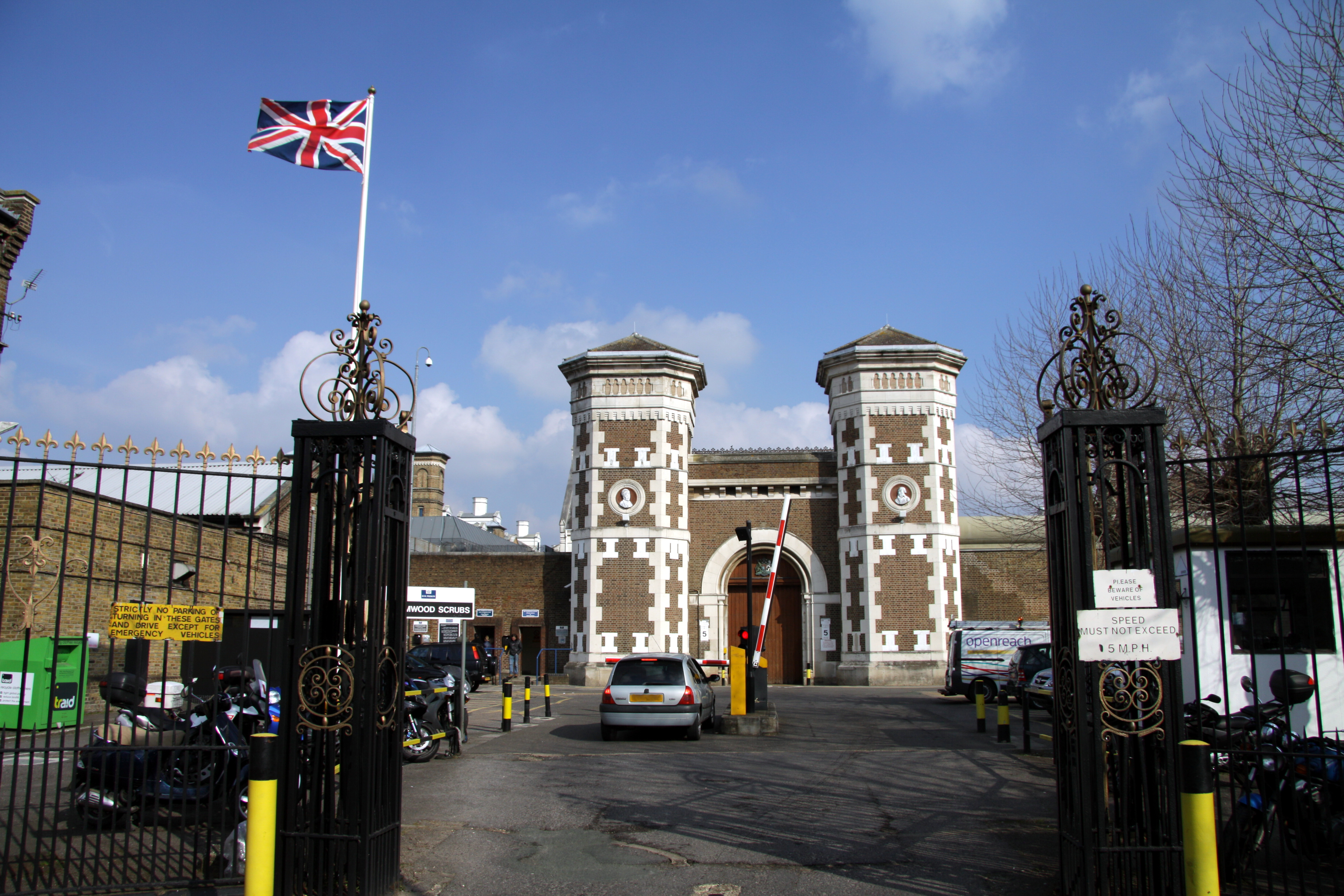
زندان ورموود اسکرابز که بلیک در سال ۱۹۶۶ از آن گریخت.

پنج سال پس از زندانی شدن در ورم وود اسکرابز، بلیک با کمک سه مردی که در زندان ملاقات کرده بود (شان بورک (متهم نه‌چندان مهم) و دو مبارز ضد هسته‌ای، مایکل رندل و پت پاتل) فرار کرد. بورک، که نخستین بار فقط برای کمک مالی به فرار به رندل نزدیک شد این فرار را ترتیب داد. رندل بیشتر درگیر ماجرا شد و به آنها پیشنهاد داد پاتل را نیز در این طرح بیاورند. همان‌طور که او پیشنهاد کرده بود که بلیک را با رندل آشنا کند در حالی که هر دو هنوز در زندان بودند. انگیزه آنها برای کمک به بلیک برای فرار اعتقاد آنها به غیرانسانی بودن این حکم و به دلیل علاقه شخصی بلیک بود.
بورک یک واکی تاکی را به بلیک رسانده بود تا در زندان با او ارتباط برقرار کند. در ۲۲ اکتبر ۱۹۶۶ بلیک یک پنجره را در انتهای راهرو محل سلول خود شکست. سپس بین ساعت ۶ و ۷ بعد از ظهر در حالی که سایر زندانیان و نگهبانان در نمایش فیلم هفتگی حضور داشتند بلیک از پنجره بالا رفت، از یک ایوان سر خورد و به دیواره محیط راه یافت. در آنجا، بورک، که زودتر از زندان آزاد شده بود یک نردبان ساخته شده با طناب را روی دیوار انداخت. بلیک سپس از آن برای بالا رفتن از دیوار استفاده کرد و آنها به یک خانه امن منتقل شدند. در هنگام فرار، بلیک با پریدن از دیواره محیط، مچ دستش شکست. اما جدای از این، بقیه امور طبق برنامه پیش رفت.
پس از فرار، مشخص شد که خانه امن مناسب نیست. چون فقط یک اتاق خواب بود که هفته‌ای یک بار، زن صاحبخانه آن را تمیز می‌کرد. بلیک سپس چندین روز را به جابه‌جایی در میان خانه‌های دوستان رندل و پاتل سپری کرد. پس از این، بلیک و بورک نزد پاتل نقل مکان کردند و در حالی که آماده می‌شدند از کشور خارج شوند در کنار او بودند. آنها بلیک را با یک ون کمپر از کانال مانش رد کردند. سپس از شمال اروپا و از طریق آلمان غربی با خودرو خود را به گذرگاه مرزی هلمشتت - مارینبورن رساندند. بلیک به‌راحتی از مرز و بدون هیچ حادثه‌ای عبور کرد با دوستان خود در آلمان شرقی ملاقات کرد و فرار خود را به اتحاد جماهیر شوروی کرد.

## مسکو
در نوامبر ۱۹۶۶ همسرش جیلیان، که صاحب سه فرزند بود روند درخواست طلاق را علیه او آغاز کرد و در مارس ۱۹۶۷ وکیل حکم غیابی را در غیاب بلیک صادر کرد. به این دلیل که خیانت همسر می‌تواند به خشونت و سر باززدن از زندگی سازنده بینجامد. سرپرستی سه پسر آنها، آنتونی، جیمز، و پاتریک، به جیلیان تعلق گرفت. این موضوع مایه ناراحتی شدید بلیک بود، هرچند او می‌دانست که جیلیان برای زندگی در شوروی راضی نخواهد شد.
در سال ۱۹۹۰ بلیک زندگینامه خود به نام «هیچ گزینه دیگری» را منتشر نکرد. ناشر بریتانیایی کتاب پیش از مداخله دولت برای جلوگیری از پرداخت پول به او از فروش کتاب، نزدیک به ۶۰ هزار پوند به او پرداخت کرده بود. وی بعداً شکایتی را به اتهام نقض حقوق بشر دولت بریتانیا در پرونده خود مطرح کرد که پس از ۹ سال از طرف دادگاه حقوق بشر اروپا به مبلغ ۵۰۰۰ پوند جبران کرد. در سال ۱۹۹۱ بلیک با حضور ویدئویی در دادگاه راندل و پاتل که به دلیل کمک به فرار محاکمه شدند شهادت داد. آنها تبرئه شدند. بلیک در مصاحبه ای با ان‌بی‌سی نیوز در سال ۱۹۹۱ گفت که از مرگ مأمورانی که به آنها خیانت کرده پشیمان است.
بلیک بعداً دوباره در اتحاد جماهیر شوروی ازدواج کرد و صاحب فرزندان بیشتری شد. او همچنین با فرزندان دیگر خود آشتی کرد. در اواخر سال ۲۰۰۷ در ۸۵ سالگی تولد خود از ولادیمیر پوتین نشان دوستی دریافت کرد. به گزارش روزنامه Vzglyad ("نمایش")، سرگئی لبدف، مدیر سرویس اطلاعات خارجی (SVR) روسیه، در پیشگفتار کتاب نوشت که علی‌رغم اینکه این کتاب به گذشته اختصاص داده شد، اما در مورد حال نیز هست. وی همچنین نوشت که بلیک، سرهنگ ۸۵ ساله اطلاعات خارجی "هنوز هم در امور سرویس مخفی نقش فعالی دارد".
در سال ۲۰۱۲ او نودمین سالگرد تولد خود را جشن گرفت و هنوز با حقوق بازنشستگی ک‌گ‌ب در مسکو زندگی می‌کرد. بینایی او کاهش یافته و می‌گفت که عملاً کور است. او تا پایان عمر، مارکسیست-لنینیست متعهد باقی ماند. بلیک خیانت را انکار کرد و تأکید کرد که هرگز احساس بریتانیایی بودن نکرده‌است: «برای خیانت، ابتدا باید تعلق داشته باشی. من هرگز متعلق نبودم».
بلیک در بیانیه‌ای در نوامبر ۲۰۱۷ اعلام کرد که جاسوسان این کشور، مأموریت دشوار و حیاتی نجات جهان را دارند و خطر جنگ هسته‌ای و از بین بردن خود بشریت، دوباره توسط آن در دستور کار قرار گرفته‌است. سیاستمداران غیرمسئول این یک نبرد واقعی بین خوب و بد است.

## مرگ
جورج بلیک در ۲۶ دسامبر ۲۰۲۰ در سن ۹۸ سالگی در مسکو درگذشت.

## در فرهنگ عامه
- در کتاب Running Blind (1970)، نوشته دزموند باگلی، شخصیتی به نام اسلید حضور دارد که یک عامل مضاعف بر اساس بلیک است. شخصیت اسلید دوباره در رمان پیگیری باگلی به نام دام آزادی (۱۹۷۱) ظاهر می‌شود، که شامل یک شکست در زندان است که فرار بلیک از زندان ورموود اسکرابز را در ۱۹۶۶ تکرار می‌کند. در سال ۱۹۷۳، تله آزادی فیلمی با عنوان مرد مکینتاش ساخته شد.
- بلیک به عنوان یک شخصیت در رمان "بی گناه " ساخته یان مک ایوان در سال ۱۹۹۰ ظاهر می‌شود.
- نمایشنامهٔ همسران سلول (۱۹۹۵) ساخته سایمون گری دربارهٔ بلیک و شان بورک است. در این تولید اصلی استفان فرای در نقش بلیک و ریک مایال در نقش بورک بازی کردند. وقتی فرای پس از یک بررسی بد از خانه خارج شد، تولید به آشوب کشیده شد.
- پس از وقفه (۲۰۰۲)، یک نمایش رادیویی توسط ایان کرتیس، با محوریت روابط ناخوشایند بین بلیک و بورک پس از فرار هر دو آنها به مسکو بود.
- داستان بلیک در رمان Shadow of Shadows محصول سال ۱۹۸۲ توسط تد آلبوری ظاهر می‌شود. تصویر آلبوری بر ایده‌آلیسم صادقانه کمونیستی بلیک تأکید می‌کند: در یک صحنه او با خشم از پیشنهاد شوروی برای پرداخت پول کلان به وی در حساب بانکی سوئیس خودداری می‌کند. همان‌طور که در این کتاب نشان داده شده‌است، بلیک به روسیه فرار نکرد اما به دلیل مجازات خیانت در اعتراف به شبکه‌های جاسوسی شوروی در برلین، بلافاصله پس از فرار از زندان توسط بریتانیا توسط بریتانیا مخفیانه به قتل رسید. این کتاب پیش از آنکه شوروی شواهد واضحی از زنده بودن و سلامت بلیک در کشورشان ارائه دهد ، منتشر شده‌است.
- آلفرد هیچکاک قصد داشت فیلمی با عنوان شب کوتاه را براساس بلیک بسازد، اما پیش از این کار درگذشت.[۲۸]
- در سال ۲۰۱۵، BBC Storyville مستندی دربارهٔ بلیک در سن ۹۲ سالگی ساخت که شامل مصاحبه با خود بلیک بود. این فیلم تحت عنوان Storyville: Masterspy of Moscow - George Blake بود.[۵]

## برای مطالعهٔ بیشتر
- ویلیام دوری، پادگان برلین ایالات متحده ۱۹۴۵–۱۹۹۴، (مأموریت انجام شد، آگوست ۲۰۱۴شابک ‎۹۷۸-۱-۶۳۰۶۸-۵۴۰-۹ (انگلیسی).
- نایجل وست، هفت جاسوسی که جهان را تغییر دادند. London: Secker & Warburg، ۱۹۹۱ (جلد سخت). لندن: ماندارین، ۱۹۹۲ (شومیز).
- "Biography George Blake". Archived from the original on 21 February 2013.
- شان بورک، بهار جورج بلیک. لندن: کاسل، ۱۹۷۰.شابک ‎۰−۳۰۴−۹۳۵۹۰−۵شابک 0-304-93590-5
- کوین اوکانر، بلیک، بورک و پایان امپراتوری‌ها. لندن: انتشارات پرندویل، ۲۰۰۳.شابک ‎۰−۹۵۳۵۶۹۷−۳-Xشابک 0-9535697-3-X
- دیوید استافورد، جاسوسان زیر برلین. لندن: جان موری، ۲۰۰۲شابک ‎۰−۷۱۹۵−۶۳۲۳−۲شابک 0-7195-6323-2
- د. دوری، پادگان بریتانیا برلین ۱۹۴۵–۱۹۹۴، جایی برای رفتن نیست "،شابک ‎۹۷۸-۳-۸۶۴۰۸-۰۶۸-۵
- اولگ کالوگین، اداره اول، مطبوعات سنت مارتینز، ۱۹۹۴
- "1966: The Blake prison escape". libcom.org. 10 September 2006.
- جورج بلیک فرار کرد، رادیو سرویس جهانی بی‌بی‌سی، ۲۴ اکتبر ۲۰۱۱